# Савин, Николай Михайлович
Николай Михайлович Савин (1911 год — дата смерти неизвестна) — директор Стахановской МТС Октябрьского района Сталинабадской области, Таджикская ССР. Герой Социалистического Труда (1949).
В 1948 году Стахановская МТС под руководством её директора собрала в обслуживаемых колхозах Октябрьского района в среднем с каждого гектара по 41,4 центнеров египетского хлопка на общей площади в 405,9 гектаров. Указом Президиума Верховного Совета СССР от 3 мая 1949 года удостоен звания Героя Социалистического Труда «за получение высоких урожаев хлопка при выполнении колхозами обязательных поставок и контрактации по всем видам сельскохозяйственной продукции, натуроплаты за работу МТС в 1948 году и обеспеченности семенами всех культур в размере полной потребности для весеннего посева 1949 года» с вручением ордена Ленина и золотой медали «Серп и Молот».